# 澳洲真巨口魚
澳洲真巨口魚（学名：Eustomias australensis）为輻鰭魚綱巨口鱼目巨口鱼科的其中一種。分布於西南太平洋澳洲新南威爾斯海域，為深海魚類，棲息深度0-500公尺，體長可達8.7公分。

## 扩展阅读
維基物種上的相關：澳洲真巨口魚